# Grand Prix de l´U.M.F. 1935
Grand Prix de l´U.M.F. 1935 je bila neprvenstvena dirka za Veliko nagrado v sezoni 1935. Odvijala se je 2. junija 1935 na dirkališču Autodrome de Linas-Montlhéry.

## Rezultati

### Dirka
| Poz | Št | Dirkač           | Moštvo           | Dirkalnik     | Krogi | Čas/Odstop |
| --- | -- | ---------------- | ---------------- | ------------- | ----- | ---------- |
| 1   | 10 | Raymond Sommer   | Privatnik        | Alfa Romeo P3 | 20    | 36:18,5    |
| 2   | 3  | Raph             | Privatnik        | Alfa Romeo P3 | 20    | + 1:23,0   |
| 3   | 6  | Genaro Leóz Abad | Privatnik        | Bugatti T51   | 19    | +1 krog    |
| 4   | 8  | Jean Renaldi     | Privatnik        | Bugatti T35   | 19    | +1 krog    |
| 5   | 1  | Robert Brunet    | Ecurie Braillard | Maserati 8CM  | 16    | +4 krogi   |
| Ods | 7  | Enaro Leóz Abad  | Privatnik        | Bugatti T37   | 7     |            |
| Ods | 11 | Michel Roumani   | Privatnik        | Bugatti T35   | 7     |            |
| DNA | 2  | Andre Testut     | Privatnik        | Bugatti       | 7     |            |
| DNA | 9  | Mlle. Hellé-Nice | Privatnik        | Bugatti       |       |            |